# L'ideologia tedesca
L'ideologia tedesca (in tedesco Die deutsche Ideologie) è un'opera filosofica di Karl Marx e Friedrich Engels. Composta da due volumi, fu scritta dal novembre 1845 all'agosto 1846 ma, per mancanza di un editore, venne pubblicata per la prima volta integralmente solo nel 1932, in lingua originale, nel V volume (I sezione) della MEGA (l’edizione delle opere complete di Marx ed Engels, la Marx Engels Gesamtausgabe), a cura di Vladimir V. Adoratskij (il direttore della MEGA subentrato a David Borisovič Rjazanov nel 1931). 

## Contenuto

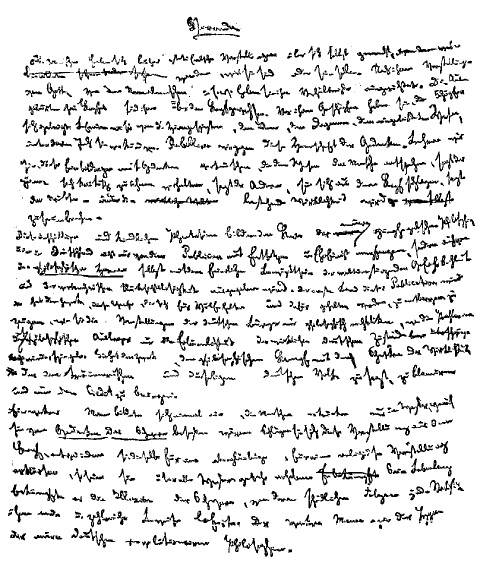
La prima pagina del manoscritto di Marx ed Engels "Ideologia tedesca".

La prefazione inizia con un appello alla ribellione contro le false idee, le illusioni e gli esseri immaginari. Allo stesso tempo si spiega che si tratta della "scomposizione della filosofia hegeliana", iniziata da David Strauß. La filosofia tedesca nella forma del giovane hegelismo di quel tempo è una critica alla religione, mentre i vecchi hegeliani, al contrario, cercavano di giustificarla. Marx parte dal fatto che tutta la filosofia è condizionata dalla realtà e che sono le persone, individui umani viventi che sono le fonti della formazione delle idee. La particolarità delle persone non è ciò che pensano, ma ciò che producono, creano le condizioni materiali della loro vita. Lo sviluppo della produzione porta a una divisione del lavoro in agricolo, industriale e commerciale. C'è anche una separazione della città dal villaggio.
La produzione porta anche all'emergere di varie forme di proprietà: tribale, antica, feudale. Implica anche l'esistenza di una produzione spirituale per regolare i rapporti tra le persone. Pertanto, le persone sono produttrici delle loro idee. Morale, religione e metafisica vengono interpretate come ideologia e perdono il loro statuto autonomo, trasformandosi in evaporazioni del processo materiale. Marx nega la possibilità di autosviluppo delle idee e rifiuta il valore delle astrazioni. La produzione inizia con un bisogno che deve essere soddisfatto. Il primo bisogno è il bisogno di cibo. La divisione del lavoro nel processo di aumento della produzione porta all'isolamento degli individui, che si esprime nel concetto di alienazione. Il superamento dell'alienazione sarà possibile solo nel comunismo, dove non c'è la proprietà privata dei mezzi di produzione. Allo stesso tempo, il comunismo non è un ideale, ma una vera e propria tendenza, di cui fanno parte il mercato mondiale e la società civile emersa nel XVIII secolo. Tuttavia, la maturazione della nuova società sarà accompagnata da una rivoluzione proletaria.

Nel corso della polemica con Feuerbach, si rileva la grande importanza dell'influenza dell'attività trasformatrice dell'uomo sulla natura:
(Karl Marx e Friedrich Engels, L'ideologia tedesca)
Il fattore decisivo nel processo storico è l'attività delle persone, che consiste in due aspetti correlati: la produzione e la comunicazione (rapporti di produzione). La produzione è l'aspetto che definisce l'attività umana e rappresenta l'atteggiamento delle persone nei confronti della natura, l'impatto delle persone sulla natura. La comunicazione (rapporti di produzione) è la relazione tra le persone nel processo di produzione e in altri processi.
La produzione materiale è la caratteristica decisiva che distingue l'uomo dagli animali:
(Karl Marx e Friedrich Engels, L'ideologia tedesca)
Il modo di produzione determina l'intera vita della società, tutti i tipi di attività sociali sono diversi tipi di produzione:
(Karl Marx e Friedrich Engels, L'ideologia tedesca)
L'opera rivela per la prima volta la dialettica dell'influenza reciproca della produzione e dei rapporti di produzione, che gioca un ruolo decisivo nel concetto di comprensione materialistica della storia. La produzione determina la natura delle relazioni sociali, la forma della società. La produzione in via di sviluppo entrano in conflitto con la forma obsoleta di comunicazione. Questa contraddizione viene risolta da una rivoluzione sociale, che sostituisce la forma di comunicazione che ostacola lo sviluppo delle forze produttive con una nuova che consente l'ulteriore sviluppo delle forze produttive:
(Karl Marx e Friedrich Engels, L'ideologia tedesca)
Viene data la periodizzazione della storia basata sullo sviluppo della produzione. L'espressione esterna del livello di sviluppo della produzione è il grado di divisione del lavoro. Ogni grado di divisione del lavoro determina la forma di proprietà che gli corrisponde. La prima forma di proprietà era la proprietà tribale. Il successivo sviluppo delle forze produttive portò al passaggio da una società preclassista a una società di classe. Insieme alla divisione sociale del lavoro in una società di classi, sorgono e si sviluppano fenomeni storici sovrastrutturali come la proprietà privata e lo stato. La seconda forma di proprietà è la proprietà antica, la terza è la proprietà feudale e la quarta è la proprietà borghese. Il contributo esamina in dettaglio la storia dell'emergere e le tappe principali della forma borghese della proprietà privata: il periodo della manifattura e il periodo della grande industria. Lo stato è la forma in cui gli individui appartenenti alla classe dirigente realizzano i loro interessi comuni e in cui trovano la loro espressione concentrata i rapporti economici di una data epoca:
(Karl Marx e Friedrich Engels, L'ideologia tedesca)
La questione principale della filosofia circa il rapporto della coscienza con l'essere è risolta in modo materialistico:
(Karl Marx e Friedrich Engels, L'ideologia tedesca)
(Karl Marx e Friedrich Engels, L'ideologia tedesca)
L'essenza della comprensione materialistica della storia è espressa come segue:
(Karl Marx e Friedrich Engels, L'ideologia tedesca)
Il comunismo è inteso non come un progetto elaborato di una società ideale, ma come il risultato naturale di un vero processo storico:
(Karl Marx e Friedrich Engels, L'ideologia tedesca)
Viene formulata una posizione sulla necessità per il proletariato di acquisire potere politico nel corso di una rivoluzione:
(Karl Marx e Friedrich Engels, L'ideologia tedesca)
Viene indicata la necessità di una rivoluzione proletaria (comunista):
(Karl Marx e Friedrich Engels, L'ideologia tedesca)
Partendo da un'analisi delle reali tendenze di sviluppo sociale, si individuano i tratti principali della futura società comunista:
(Karl Marx e Friedrich Engels, L'ideologia tedesca)

## Classificazione teoretica
(Karl Marx, Miseria della filosofia)

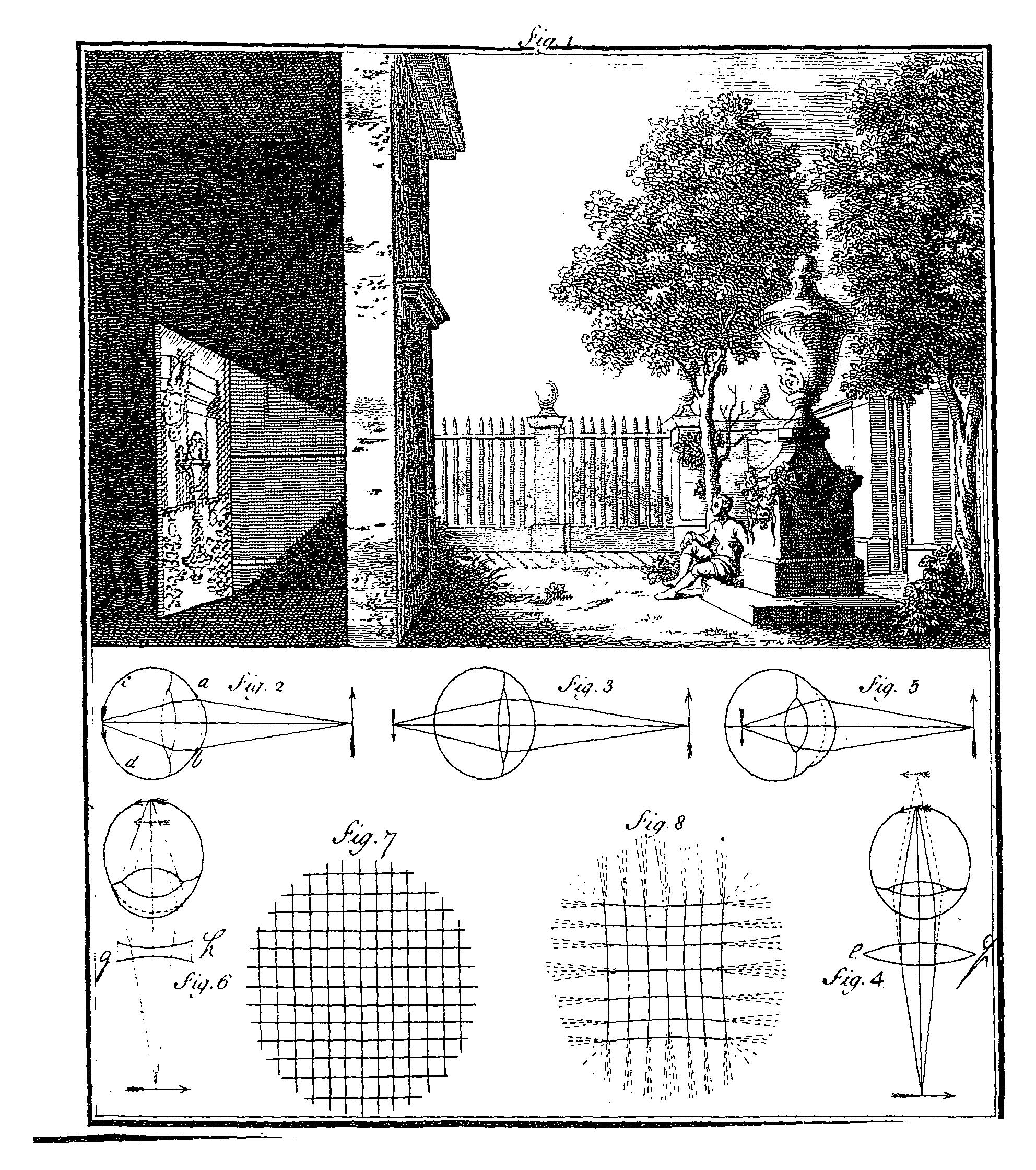

Nella prefazione a "Per la critica dell'economia politica'' del 1859, Marx affronta il background della creazione dell'opera:
(Karl Marx, Per la critica dell'economia politica)
Nel 1888, Engels espresse in un'osservazione preliminare su Ludwig Feuerbach e sul risultato della filosofia classica tedesca nella sua opera "Ludwig Feuerbach e il punto di approdo della filosofia classica tedesca":
(Karl Marx e Friedrich Engels, Ludwig Feuerbach e il punto di approdo della filosofia classica tedesca)

## Ricezione
Come osserva il professore dell'Università statale di Mosca Azat Rachmanov, nel manoscritto "Ideologia tedesca" è stata sviluppata la versione iniziale della filosofia sociale di Marx ed Engels. Maurice Godelier ha osservato che, a partire dall'"Ideologia tedesca" di Marx, essendo il primo concetto chiave della sua teoria, prende forma il concetto di modo di produzione.

Il professor Anatolij Galchinsky ritiene che secondo tali tesi dell'"ideologia tedesca":
(Anatolij Stepanovičc Gal'činskij, Patrimonio economico di K. Marx: Uno sguardo attraverso il prisma del soffitto)

## Critiche
L'ideologia tedesca come opera centrale di Marx ed Engels non è mai esistita nella forma pubblicata delle opere complete di Karl Marx e Friedrich Engels. Il capitolo I, "Feuerbach", in particolare, era originariamente inteso come una critica a Max Stirner. Ulrich Pagel, Gerald Hubmann e Christine Weckwerth sono giunti alla seguente conclusione:
(Ulrich Pagel, Gerald Hubmann e Christine Weckwerth, Critica all'ideologia tedesca)

## Edizioni
Durante la vita degli autori, dell'Ideologia tedesca fu pubblicato solo un articolo.
La sezione che criticava Ludwig Feuerbach fu pubblicata nel 1926 da David Rjazanov come prestampa per le opere complete di Karl Marx e Friedrich Engels, che egli stava progettando.
L'intera Ideologia tedesca apparve per la prima volta nel 1932 nel volume 5 volume di MEGA1 a Berlino, dopo l'arresto di David Rjazanov, con Vladimir Adoratskij come editore. Nello stesso anno, Siegfried Landshut e Jacob Peter Mayer pubblicarono una versione pesantemente ridotta come parte di un'edizione dei primi scritti di Marx, in cui mancava in particolare la sezione, due terzi dell'intero testo. La prima stampa completa in un'edizione di un'opera ebbe luogo nel maggio 1933, a Mosca, nel volume IV della prima edizione delle opere complete di Karl Marx e Friedrich Engels in russo, pubblicata in occasione del 115º compleanno di Marx.
Per la seconda edizione integrale di Marx-Engels (MEGA2) è stato prodotto nel 1972 un volume campione, in cui il capitolo Feuerbach è commentato e modificato secondo l'ultimo stato della ricerca. Sulla base di ciò, Wataru Hiromatsu pubblicò un'altra versione a Tokyo nel 1974 con una nuova disposizione dei testi.
La pubblicazione del nuovo volume 5 di MEGA2, che contiene "The German Ideology", è stata annunciata più volte dal volume di prova nel 1972, ma alla fine di novembre 2017 è avvenuta su un totale di 1894 pagine a causa del situazione di origine estremamente difficile e la necessità di incorporare i risultati della ricerca più recenti. L'edizione storico-critica ha portato, tra l'altro, all'inserimento di altri due testi, un articolo pubblicato in forma anonima sulla rivista Gesellschaftsspiegel, ma attribuito a Marx, e un articolo di Joseph Weydemeyer dal "Il battello a vapore della Vestfalia", che aveva scritto a Bruxelles con la collaborazione di Marx. Anche l'uscita del volume MEGA dopo decenni di editing ha generato risonanza mediatica.